# Prieuré de Notre-Dame de Roiblay
Le prieuré de Notre-Dame de Roiblay, en Seine-et-Marne, entre Bombon et Blandy-les-Tours, se tenait sur l'actuelle commune de Champeaux, près du ru d'Ancœur. Il existait déjà à la fin du XIIe siècle. De nos jours il n'en reste plus que la chapelle de Notre-Dame de Roiblay, rebâtie en 1803, attribuée par décret en 1910 à la commune de Saint-Méry qui l'a fait restaurer en 1995[réf. nécessaire].

## Fondation et apogée
On ne sait pas exactement quand le prieuré de Roiblay a été fondé. Il se trouvait en rive gauche du ru d'Ancœur, le long d'un ruisseau affluent en provenance du hameau des Frileux. Il existait déjà vers la fin du XIIe siècle, et est largement fréquenté dès le début du XIIIe siècle.
En 1204 le prieuré de Roiblay est réuni au prieuré des Treyans (ou Tréhans) de Bombon. Le prieuré des Treyans est lui-même donné en 1207 par Pierre de Corbeil, archevêque de Sens, à l'abbaye du Jard (commune de Melun) qui le conserve jusqu'à la Révolution - y compris le prieuré de Roiblay.
Au cours des XIIIe et XIVe siècles, le prieuré de Roiblay connait une prospérité certaine dues à diverses donations. En 1214 Adam II, seigneur de Blandy, fit une donation au chanoine prêtre à Roiblay, donation datée vers 1216. Aremburge, veuve d'Adam II, augmenta beaucoup la fondation de la chapelle en 1220 pour le repos de l'âme de son mari et de Guillaume II son fils. Les archives de Blandy conservent de nombreux testaments de 1539 à 1600, réservant une donation indiquant : “ je laisse un sol à l'ermite de Roiblay afin qu'il prye pour moy ”.
En 1350 Guillaume de Melun, archevêque de Sens, fait une transaction avec Guillaume du lys, abbé du Jard, pour que l'abbaye et les prieurés en dépendant soient exemptés de sa visite.

Au XVIe siècle le prieuré de Roiblay est tenu par des prieurs non résidants, et desservi par des prêtres ou des ermites. Commençant en 1497, une querelle de juridiction oppose Antoine de Melun, le prieuré de Roiblay et Jean Piat, curé de Blandy, dans la paroisse dont dépendait le prieuré de Roiblay. Cette querelle entre prieuré et paroisse va durer jusqu'à la fin du XVIIe siècle. 

En plus du pèlerinage organisé le 8 septembre de chaque année, le prieuré reçoit un grand nombre de pèlerinages personnels. En 1655, le pape Alexandre VII donne une indulgence plénière à tout pèlerin visitant la chapelle le jour de la nativité de la vierge. En mai 1689 cette indulgence est renouvelée et confirmée.

## Déclin et disparition
Fin XVIIe siècle et au XVIIIe siècle, 15 arpents sur les 40 composant les terres du prieuré, sont donnés en échange de rentes.
En 1762, les 25 arpents restants sont vendus à Monsieur Gerbier, écuyer, seigneur d'Aunoy (Champeaux). Les bâtiments du prieuré sont en si mauvais état, que les religieux du jard réservent seulement la chapelle avec six pieds de pourtour. Mr Gerbier devait planter 18 arpents en bois autour de la chapelle et réparer celle-ci. Mais vers 1788 la chapelle elle-même est très dégradée et le service négligé de longue date.
À la Révolution, la chapelle est saisie et vendue le 10 septembre 1790 à un industriel, Sarrazin de Maraize, qui avait acheté la seigneurie de Saint-Méry en 1783. Nommé Maire de Saint-Méry en 1790, il mourut dans cette paroisse en 1794. La chapelle est démolie durant la Convention. 

Une nouvelle chapelle de six mètres sur cinq est construite en 1803 par la famille Sarrazin sur l'emplacement de l'ancienne, dédiée elle aussi à la Nativité de la Vierge. Elle est restaurée une première fois en 1859 par la famille Forestier, et rachetée en 1861 par Mr de Forestier, petit-fils de Mr de Maraize par sa mère. Elle abritait 7 dalles des sépultures des familles de Maraise et de Forestier. Cinq ans après, son propriétaire la lègue à la Fabrique de Saint-Méry pour en assurer l'entretien et le service.

## Le présent: chapelle de Notre-Dame de Roiblay
Restaurée en 1995 par la commune de Saint-Méry, le ruisseau qui vient de la source des Frileux court toujours devant la chapelle pour rejoindre le ru d'Ancœur à moins de 50 m de là. Il ne reste plus que six dalles funéraires, mais une statue « Vierge de Rablay » par Michel Lévy très réussie a été ajoutée. La chapelle contient une plaque rappelant son histoire. Le 24 juin 1910 un décret a attribué la chapelle à la commune de Saint-Méry.
La chapelle se trouve sur le chemin de randonnée n° 22 qui va de Champeaux à Blandy-les-Tours en suivant le cours de l'Ancœur.